# Sébastien Le Toux
Sébastien Le Toux (Mont-Saint-Aignan, 10 gennaio 1984) è un ex calciatore francese, di ruolo attaccante.

## Carriera
Esordisce nel calcio professionistico nella stagione 2004-2005 in Francia, vestendo la casacca del Lorient e con cui rimarrà per due anni giocando in totale 17 partite  e realizzando una rete tra campionato e coppa nazionale. In seguito giocherà per il resto della sua carriera in Major League Soccer, vestendo le maglie del Seattle Sounders (con cui ha disputato i primi due anni nel campionato di First Division), del Philadelphia Union, del Vancouver Whitecaps, del N.Y. Red Bulls del Colorado Rapids e del D.C. United.

## Statistiche

### Presenze e reti nei club
| Stagione                  | Squadra                   | Campionato                | Campionato | Campionato | Coppe nazionali | Coppe nazionali | Coppe nazionali | Coppe continentali | Coppe continentali | Coppe continentali | Altre coppe | Altre coppe | Altre coppe | Totale | Totale | Totale |
| Stagione                  | Squadra                   | Comp                      | Pres       | Reti       | Comp            | Pres            | Reti            | Comp               | Pres               | Reti               | Comp        | Pres        | Reti        | Pres   | Reti   |        |
| ------------------------- | ------------------------- | ------------------------- | ---------- | ---------- | --------------- | --------------- | --------------- | ------------------ | ------------------ | ------------------ | ----------- | ----------- | ----------- | ------ | ------ | ------ |
| 2004-2005                 | Lorient                   | L1                        | 12         | 0          | CF+CdL          | 0+1             | 0               |                    | -                  | -                  |             | -           | -           | 13     | 0      |        |
| 2005-2006                 | Lorient                   | L1                        | 3          | 1          | CF+CdL          | 1+0             | 0               |                    | -                  | -                  |             | -           | -           | 4      | 1      |        |
| Totale Lorient            | Totale Lorient            | Totale Lorient            | 15         | 1          |                 | 2               | 0               |                    | -                  | -                  |             | -           | -           | 17     | 1      |        |
| 2007                      | Seattle Sounders          | USL-1                     | 16         | 5          |                 | -               | -               |                    | -                  | -                  |             | -           | -           | 16     | 5      |        |
| 2008                      | Seattle Sounders          | USL-1                     | 32         | 14         | USOC            | 1               | 0               |                    | -                  | -                  |             | -           | -           | 33     | 15     |        |
| 2009                      | Seattle Sounders          | MLS                       | 30         | 1          | USOC            | 4               | 1               |                    | -                  | -                  |             | -           | -           | 34     | 2      |        |
| Totale Seattle Sounders   | Totale Seattle Sounders   | Totale Seattle Sounders   | 78         | 20         |                 | 5               | 1               |                    | -                  | -                  |             | -           | -           | 83     | 21     |        |
| 2010                      | Philadelphia Union        | MLS                       | 28         | 14         | USOC            | -               | -               |                    | -                  | -                  |             | -           | -           | 28     | 14     |        |
| 2011                      | Philadelphia Union        | MLS                       | 36         | 12         | USOC            | -               | -               |                    | -                  | -                  |             | -           | -           | 36     | 12     |        |
| mar.-lug. 2012            | Vancouver Whitecaps       | MLS                       | 19         | 4          | CC              | 3               | 2               |                    | -                  | -                  |             | -           | -           | 22     | 6      |        |
| lug.-dic. 2012            | N.Y. Red Bulls            | MLS                       | 15         | 1          |                 | -               | -               |                    | -                  | -                  |             | -           | -           | 15     | 1      |        |
| 2013                      | Philadelphia Union        | MLS                       | 32         | 3          | USOC            | 2               | 0               |                    | -                  | -                  |             | -           | -           | 34     | 3      |        |
| 2014                      | Philadelphia Union        | MLS                       | 29         | 12         | USOC            | 5               | 3               |                    | -                  | -                  |             | -           | -           | 34     | 15     |        |
| 2015                      | Philadelphia Union        | MLS                       | 31         | 8          | USOC            | 4               | 2               |                    | -                  | -                  |             | -           | -           | 35     | 10     |        |
| mar.-ago. 2016            | Philadelphia Union        | MLS                       | 21         | 2          | USOC            | 2               | 0               |                    | -                  | -                  |             | -           | -           | 23     | 2      |        |
| Totale Philadelphia Union | Totale Philadelphia Union | Totale Philadelphia Union | 177        | 51         |                 | 13              | 5               |                    | -                  | -                  |             | -           | -           | 190    | 56     |        |
| ago.-dic. 2016            | Colorado Rapids           | MLS                       | 14         | 1          | USOC            | -               | -               |                    | -                  | -                  |             | -           | -           | 14     | 1      |        |
| 2017                      | D.C. United               | MLS                       | 14         | 2          | USOC            | 2               | 0               |                    | -                  | -                  |             | -           | -           | 16     | 2      |        |
| Totale carriera           | Totale carriera           | Totale carriera           | 334        | 80         |                 | 25              | 8               |                    | -                  | -                  |             | -           | -           | 359    | 88     |        |

### Record

#### Philadelphia Union
- Calciatore ad aver realizzato più gol in partite ufficiali (56).[6]

## Palmarès

### Club

#### Competizioni nazionali
- United Soccer Leagues First Division: 1

Seattle Sounders: 2007
- U.S. Open Cup: 1

Seattle Sounders: 2009

### Individuale
- MLS Best XI: 1

2010